# Thomas Osterkorn
Thomas Osterkorn (* 26. Dezember 1953 in Linz) ist ein österreichischer Journalist.
Neben dem Studium der Rechtswissenschaften arbeitete Osterkorn von 1973 bis 1975 als Volontär bei der Landeszeitung für die Lüneburger Heide. Von 1975 bis 1979 war er dort Lokalchef. Anschließend kam er als Polizeireporter zum Hamburger Abendblatt. 
Aufsehen erregte Osterkorn 1986, als er sich private Bilder und Aufzeichnungen des als St.-Pauli-Killer bekannt gewordenen Werner Pinzner beschaffte. Pinzners Nachbarn hatten sie auf dem nicht von der Polizei durchsuchten Speicher Pinzners gefunden und ihm angeboten. Im gleichen Jahr wechselte er als Redakteur zum Stern, wo er 1989 zum Ressortleiter und 1996 zum geschäftsführenden Redakteur avancierte. Von 1999 bis 2013 war er neben Andreas Petzold Chefredakteur des stern und von 2013 bis 2018 Herausgeber der Zeitschrift. Außerdem war er Chefredakteur des Ablegers viva!, der von 2012 bis 2015 erschien.
Osterkorn ist sehr engagiert in der Leseförderung, hier ist er Lesebotschafter der Stiftung Lesen. Außerdem gründete er 2000 in seiner Funktion als Chefredakteur des Sterns zusammen mit seinem Kollegen Andreas Petzold und der Amadeu Antonio Stiftung die Kampagne Mut gegen rechte Gewalt.